# Glenea w-notata
Glenea w-notata là một loài bọ cánh cứng trong họ Cerambycidae.